# Карл I Великий
Карл І Вели́кий (часто просто Карл Великий, нім. Karl der Große, лат. Carolus Magnus, фр. Charlemagne; 2 квітня 747 — 28 січня 814, Аахен) — король франків (768—814), король Ломбардії (лангобардів) (з 774), імператор Священної Римської імперії (800—814), представник династії Каролінгів.
25 грудня 800 року був коронований на імператорський престол папою Левом III у Римі. Прізвище «Великий» здобув ще за життя. Карла Великого вшановують як національного героя і засновника двох держав — Німеччини та Франції.
Слов'янське слово «король» походить від його імені.

## Біографія

### Дитинство
Біограф Карла, Ейнгард, повідомляє, що не зміг отримати достовірних свідчень про народження та дитинство Карла, але в іншому місці зауважує, що він помер на 72-му році життя, тобто народитися він мав 742 року. У втраченій Аахенській епітафії сказано, що Карл помер на 70-му році життя, тобто він народився 744 року. У ранньосередньовічних «Анналах Пета» під 747-м роком сказано: «У цьому році народився король Карл». Там же під 751-м роком сказано про народження молодшого брата Карла Карломана, і ця дата сумнівів не викликає.
Місце народження Карла точно невідоме. Можливо, це сталося в околицях Аахена, в Юпіль-сюр-Маас, Інгельгаймі або К'єрзі, але і багато інших міст роблять відповідні заяви, не підкріплені, однак, достатніми доказами.

### Початок правління. Смерть Карломана
Син Піпіна Короткого, короля франків, з 768 року керував разом з братом Карломаном, а після його смерті в 771 році — одноосібно. Серією вдалих війн зміцнив і надзвичайно розширив державу франків, оволодівши більшою частиною території сучасної Західної Європи. Засновник династії Каролінгів, його шановано у Франції та Німеччині як засновника національної монаршої династії.
28 липня 754 року Карл разом з братом Карломаном був помазаний на царство в церкві Сен-Дені папою Стефаном II, а після смерті Піпіна вступив разом із братом на престол. Згідно з розподілом із братом батьківської спадщини, Карл отримав у володіння землі у формі великого півмісяця, що йде від Атлантичної Аквітанії до Тюрингії, через більшу частину Нейстрії і Австразії, через Фрізію і Франконію і з усіх боків охоплює володіння брата Карломана. Резиденцією Карла був Нуайон. Брати не ладнали між собою, попри відчайдушні намагання їхньої матері, Бертради, зблизити їх, всупереч усім і всьому. Порозуміння між ними зберігалося великими зусиллями, бо багато хто з оточення Карломана намагався посварити братів, і навіть довести справу до війни. Коли 769 року один з сеньйорів з південного заходу на ім'я Гунольд (можливо, це був син Вайфара) підійняв на повстання західних аквітанців і гасконських басків, Карл був змушений самостійно вирушити на придушення заколоту, тому що Карломан відмовився приєднатися до нього зі своїм військом. Але, попри це, Карл рішуче продовжував задуманий похід і своєю завзятістю і твердістю добився всього, чого бажав. Він примусив Гунольда втекти до Гасконі. Не залишаючи його там у спокої, Карл перейшов річку Гаронна і добився у гасконського герцога Лупа видачі втікача.
Побоюючись змови між Карломаном і королем лангобардів Дезідерієм, Карл вирішив випередити події. Він не тільки зблизився зі своїм кузеном герцогом Баварії Тассілоном, який, зберігаючи вірність традиціям свого роду, став зятем лангобардського короля, але і сам 770 року, за порадою матері Бертради одружився з дочкою Дезидерія Дезідератою, відставивши на другий план свою законну дружину Гімільтруду (яка вже встигла народити йому сина Піпіна). Конфлікт міг розгорітися неабиякий, однак у грудні 771 року Карломан помер. Карл залучив на свою сторону деяких найближчих до Карломана діячів і захопив спадщину брата. Його невістка Герберга і племінник Піпін, який народився 770 року, знайшли притулок у Дезидерія.
На прохання папи Адріана І 773 року вдерся до Італії і після успішної облоги Павії, столиці Лангобардського королівства, скинув короля лангобардів Дезидерія, після цього підтвердив дар Піпіна про надання папі в управління Папської держави навколо Риму та узяв під свій захист цю церковну державу.
Вже 788 року захопив Баварію і для безпеки держави заснував навколо кілька прикордонних марок. У 791—796 роках Карл Великий розгромив Аварський каганат. Після успішної боротьби з арабами заснував Іспанську марку від Піренеїв до річки Ебро. Довгих 30 років на східних кордонах вів боротьбу із саксами, провів 18 переможних битв, поки Карл зумів узяти їх під свою владу.

### Імператор
25 грудня 800 року в Римі Папа Римський Лев III коронував Карла на імператора. Ширив християнство, провадив адміністративні й військові реформи, сприяв торгівлі, зародженню європейської науки, мистецтва й письменства, збираючи до своєї столиці, міста Аахен, науковців із цілої Європи. Період правління Карла Великого серед істориків культури отримав назву Каролінзького Відродження.
Карлів авторитет сягав далеко за межі його держави. Щоб запобігти боротьбі за владу між нащадками, не дозволяв дочкам вступати в законний шлюб. Його владу успадкував єдиний син Людовик Благочесний (778—840). Карла Великого поховано в кафедральному соборі Аахена.

## Особистість і зовнішність Карла
За свідченням біографа Карла Ейнхарда, Карл був дуже високим (шість футів на зріст), міцно складеним, схильним до повноти. Його обличчя відрізняв довгий ніс і великі, живі очі. У нього було довге світле волосся. Голос Карла був незвичайно високим для такого значного чоловіка. З роками король почав кульгавіти. Прижиттєвих портретів Карла не збереглося, і багато художників зображували його згідно зі своєю фантазією, використовуючи лише деякі риси з цього опису. Хоча багато хто вважав опис богатирської статури Карла епічним перебільшенням, ексгумація могили Карла підтвердила правильність опису: довжина скелета склала 192 см.
| Король був дуже простий і помірний у своїх звичках. У звичайні дні вбрання його мало відрізнявся від одягу простолюдина. Вина він пив мало і ненавидів пияцтво. Обід його в будні складався всього з чотирьох страв, не рахуючи смаженого м'яса, яке самі мисливці подавали прямо на рожнах, і яке Карл вважав кращим за будь-яку іншу страву. Під час їжі він слухав музику або читання. Його займали подвиги стародавніх, а також твір святого Августина «Про град Божий». Після обіду в літній час він з'їдав кілька яблук і випивав ще один кубок, потім, роздягнувшись догола, відпочивав дві-три години. Вночі ж він спав неспокійно: чотири-п'ять разів прокидався і навіть вставав з ліжка. Під час ранкового одягання Карл приймав друзів, а також, якщо була термінова справа, яку без нього важко було вирішити, вислуховував спірні сторони і виносив вирок. У цей же час він віддавав розпорядження своїм слугам і міністрам на весь день. Був він красномовний і з такою легкістю висловлював свої думки, що міг зійти за ритора. Не обмежуючись рідною мовою, Карл багато працював над іноземними мовами і, між іншим, оволодів латинською мовою настільки, що міг висловлюватися нею, як рідною мовою; по-грецьки більше розумів, ніж говорив. Старанно займаючись різними науками, він високо цінував науковців, виявляючи їм велику повагу. Він сам навчався граматики, риторики, діалектики та особливо астрономії, завдяки чому міг майстерно обчислювати церковні свята і спостерігати за рухом зірок. Він не вмів читати і тому йому читали слуги. Він був дуже освіченою людиною. Намагався він також писати і з цією метою постійно тримав під подушкою дощечки для письма, щоб у вільний час привчати руку виводити букви, але праця його, занадто пізно розпочата, мала мало успіху. Церкву він в усі роки глибоко шанував і свято дотримувався усіх обрядів. |

## Початок війни із саксами
Незабаром після смерті брата Карл почав війну з саксами. Це була найдовша і найзапекліша війна за його царювання. З перервами, припиняючись і поновлюючись знову, вона тривала тридцять три роки, до 804 року, і вартувала франкам великих втрат, тому що сакси, подібно всім народам Німеччини, були лютими і відданими своїм культам. Кордон з ними майже скрізь проходив по голій рівнині, і тому був невизначеним. Щодня тут відбувалися вбивства, грабежі та пожежі. Роздратовані цим франки, урешті-решт, на сеймі у Вормсі визнали за необхідне розпочати проти сусідів війну. 772 року Карл вперше вдерся до Саксонії, зруйнував фортецю Ересбург і скинув язичницьку святиню — ідола Ірмінсула. Але Карл розумів, що міцного перемир'я не буде, поки за межами королівства існує незалежна Саксонія, а точніше незалежні сакси, тому що цей народ поділявся на західних (Вестфальських), центральних (анграрійських), східних (остфальських) і північних (нордальбінгенських) саксів.

## Вторгнення до Італії

Карта Римської імперії Карла І Великого — територіальні розширення від 481 до 814 рр.

Потім Карл зосередився на італійських справах. 771 року Карл розлучився зі своєю дружиною, дочкою лангобардського короля Дезідератою, відправив її до батька і одружився з онукою герцога алеманів Готфріда, Хільдегардою (Гільдегардою). 772 року у Карла народився син від Хільдегарди, який отримав ім'я Карл. Дезидерій не забарився прийняти виклик. З перших же днів 772 року він зажадав від папи Адріана I помазання на царство сина Карломана Піпіна і відновив розпочатий його попередниками наступ на Папську область. Папа звернувся за допомогою до Карла. У вересні 773 року сильна франкська армія попрямувала до Альп.
Лангобарди закрили і зміцнили перевали. Карл зважився на обхідний маневр. Таємними стежками безстрашний франкський загін пробрався до ворога з тилу і однією своєю появою вчинив загальний переполох в лангобардському війську і втечу сина короля Дезидерія, Адельхіза. Існує вказівка, що Папа встиг посіяти зраду, як у війську короля лангобардів, так і в його володіннях, і що саме ця обставина і була причиною дуже слабкого опору. Побоюючись оточення, Дезидерій покинув перевали і відступив до своєї столиці Павії, розраховуючи відсидітись за її товстими стінами, його син зі вдовою і дітьми Карломана сховався у Вероні. Франки з боєм переслідували ворога, дорогою опанувавши численними містами Ломбардії. Залишивши частину сил під Павією, Карл з рештою війська підступив у лютому 774 року до Верони. Після короткої облоги місто здалося. У ньому Карл захопив племінників, якими так лякав його Дезидерій, та їхню матір.

## Карл— король лангобардів
У квітні 774 року франки підійшли до Риму. Папа Адріан I влаштував Карлу урочисту зустріч. Карл поставився до первосвященника з великою повагою: перш ніж підійти до руки Адріана, він послідовно поцілував сходинки храму святого Петра. До багатьох міст, подарованих Папі його батьком, він обіцяв додати нові дарування (цю обіцянку потім він не виконав). На початку червня, не витримавши тягот облоги та через виникнення тяжкої епідемії чуми, Дезидерій вийшов з Павії і підкорився переможцю. Карл заволодів столицею лангобардів і королівським палацом, вважаючи, що він взяв місто завдяки милості папи Адріана І. Так впало королівство лангобардів, останнього короля їх відвели полоненим у Франкську державу, де його змусили постригтися у ченці, а син його втік до візантійського імператора. Прийнявши титул лангобардського короля, Карл почав вводити в Італії франкський устрій і з'єднав Галію і Італію в одну державу.
776 року Карл мав знову прибути до Італії для приборкання повстання. Герцоги Фріульських і Сполето, підтримані Адельхізом, влаштували змову, сподіваючись за допомогою візантійського флоту опанувати Римом і відновити владу лангобардів. Карл, після того як Папа Адріан попередив його про змову, знову перейшов через Альпи і порушив план змовників. У результаті герцога Фріульських Ротгаута вбили, бунтівні міста підкорилися, а Адельхіз знову був змушений тікати.

## Продовження війни із саксами
775 року на чолі великої армії Карл заглибився на територію саксів більше звичайного, досяг землі остфалів і дійшов до річки Оккер, де переміг вождя Хессі, взяв заручників і залишив сильні гарнізони в Ересбурзі і Сігібурзі. Наступної весни під тиском саксів у відповідь Ересбург упав. Після цього Карл змінив тактику, вирішивши створити «укріплений кордон» (марку), який повинен був охороняти франків від вторгнень саксів. У 776 р. він, знову зміцнивши Ересбург і Сігібург, побудував нову фортецю Карлсбург і залишив у прикордонній зоні священників для навернення язичників-саксів в християнську віру, яке спочатку йшло досить успішно. 777 року сакси знову були розбиті, і тоді більшість саксонських етелінгів (племінна знать) визнало Карла своїм повелителем, на зборах у Падерборні.

## Ронсевальська битва
777 року Карл прийняв мусульманського губернатора Сарагоси, який прибув просити його про допомогу в боротьбі проти еміра Кордови Абд ар-Рахмана. Карл погодився, але 778 року опинившись в Іспанії на чолі величезної армії, він зазнав невдачі під Сарагосою, де його зрадили вчорашні союзники. Карл наказав відступити і при цьому віддав на ґвалтування християнське місто Памплону, чим відвернув від себе багато місцевих християн. На зворотному шляху, в Ронсеваль, коли військо рухалося розтягнуто, як до того змушували гірські тіснини, баски влаштували засідку на вершинах скель і напали зверху на загін, який прикривав обоз, перебивши всіх до останньої людини. Поруч з командувачем загоном Роландом, впали сенешаль Еггіхард і граф двору Ансельм. Цю битву, яка відбулася 15 серпня 778 року, назвали Ронсевальською.
Ейнхард не назвав битву якимось найменням, однак, підкреслив, що тільки ар'єргард обозу франків і ті, хто йшов у самому кінці загону були розбиті. В оригінальній версії Анналів королівства франків, складеної в 788—793 роках, в подіях, що відносять до 778 році, взагалі немає згадок про цю битву. Сказано лише те, що «після того як були передані заручники від Ібн-аль-Арабі, Абутарія і багатьох сарацинів, після руйнування Памплони, підкорення басків і Наварри, Карл повернувся на територію Франка». У виправленої версії Анналів, складеної незабаром після смерті Карла, також немає згадки про цю битву. Але є новий важливий пасаж: «Повертаючись [Карл] вирішив пройти через ущелину Піренейських гір. Баски, влаштувавши засідку на самому верху тієї ущелини, привели в велике сум'яття все військо [Карла]. І хоча франки перевершували басків, як зброєю, так і хоробрістю, однак перевагу то було переможене завдяки нерівності місця і неможливість для франків вести бій. У тій битві багато хто з наближених, яких король поставив на чолі свого війська, були вбиті, обоз був розграбований, ворог ж, завдяки знанню місцевості, негайно розсіявся врізнобіч». Ейнхард ж у своїй роботі (це третє опис Ронсевальській битви) робить два основних зміни. Він замінює «все військо» з переписаної версії Анналів франкського королівства на «тих, хто йшов у самому кінці загону» і перераховує тільки трьох із знатних франків, які полягли в битві (Еггіхард, Ансельм і Руотланд, тобто Роланд (префект бретонської марки) герой знаменитого французького епосу «Пісні про Роланда».).
Точна дата бою — 15 серпня — відома завдяки епітафії Еггіхарду, стольнику Карла — «вона сталася в вісімнадцятий день вересневих календ». Через двадцять років при описі тих же подій невідомий переписувач Анналів вставляє таке повідомлення, про яке в ранніх текстах немає жодної згадки. Мабуть, привернення уваги до цієї події було для нього важливим. Найімовірніше, всі подробиці взяті ним з пізніших текстів. Він говорить, що в бій вступило все франкське військо і стверджує, що вбили безліч франкських ватажків. Це була справжня катастрофа. Поразка обернула у паніку готських християн в Іспанії, серед яких франкське вторгнення породило великі надії, і багато хто з них сховалися від ісламського панування у Франкській державі.

## Відукінд на чолі опору саксів
Після повернення Карла чекали й інші неприємності: сакси Вестфалії, об'єднавшись навколо Відукінда, який 777 року не з'явився в Падерборн, а втік до данського короля Сігфреда, забули свої обітниці, показне навернення й знову почали війну. 778 року перейшовши кордон біля Рейну, вони піднялись правим берегом цієї річки до Кобленца, все випалюючи і грабуючи на своєму шляху, а потім, навантажені багатою здобиччю, майже без перешкод повернулись назад. Лише один раз франкський загін наздогнав саксів у Лейсі й завдав незначної шкоди їхньому ар'єргарду. 779 року Карл вдерся до Саксонії і пройшов майже всю країну, ніде не зустрічаючи опору. Знову, як і раніше, в його табір з'явилося безліч саксів, які дали заручників і присягу у вірності. Проте король Карл вже не вірив їхній миролюбності.
Наступний похід 780 року Карл підготував ретельніше. Разом зі своєю армією та священнослужителями Карлу вдалося просунутися до самої Ельби — межі між саксами та слов'янами. До того часу у Карла вже був стратегічний план, який зводився, загалом, до підкорення всієї Саксонії через християнізацію. У цьому починанні Карлу дуже допоміг англосакс Віллегад, доктор богослов'я, який узявся активно насаджувати нову віру. Всю Саксонію Карл розділив на адміністративні округи, на чолі яких поставив графів. 782 рік був знову присвячений саксонським справам. Для утихомирення слов'ян-сорбів, які напали на прикордонні землі Саксонії і Тюрингії, Карл направив військо, до складу якого входили і вірні Карлу сакси. Але саме в цей час з Данії повернувся Відукінд. Вся країна негайно повстала, звівши нанівець усі досягнення Карла. Безліч франків і саксів, що прийняли нову віру, перебили, християнські храми зруйнували. Карл знову зазнав невдачі, оскільки не врахував прихильність саксів до своєї власної віри. Військо, послане проти сорбів, потрапило в засідку біля Везера, у гори Зунталь, і було майже повністю перебите бунтівниками. Одночасно посилилося невдоволення нововведеннями Карла і під Фризією.

## Жорстокі заходи Карла щодо саксів. Хрещення Відукінда
Карл зібрав нову армію, з'явився у Вердені, викликав до себе саксонських старійшин і примусив їх видати 4500 призвідників заколоту. Всі вони в один день були обезголовлені. Відукінд встиг втекти. Тоді ж була оприлюднена так звана «Перша саксонська капітулярія», яка наказувала карати смертю усякий відступ від вірності королю і всяке порушення громадського порядку, а також рекомендувала заходи з викорінення будь-яких проявів язичництва. Битва при Детмольді 783 року була нерішучою; Карл повинен був відступити, але потім здобув перемогу на Газі, поблизу Оснабрюка. Наступні 784 і 785 року Карл майже не залишав Саксонії. Під час цієї наполегливої війни він перемагав саксів у відкритих боях і в каральних рейдах, брав сотні заручників, яких відвозив з країни, знищував селища і ферми непокірних. Зима 784—785 року, на відміну від попередніх зим, які були для Карла часом відпочинку; була також проведена ним у Саксонії, в Ересбурзі, куди він переселився разом із сім'єю. Влітку 785 року франки перейшли Везер. Знекровлений багатьма поразками Відукінд запросив пощади і зав'язав з Карлом переговори в Бернгау. Восени вожді саксів Відукінд і Аббіон з'явилися, нарешті, до двору Карла в Аттіньї, в Шампані, хрестилися (причому Карл був хрещеним батьком Відукінда), присягнули на вірність і отримали з його рук багаті дари. Це був переломний момент у Саксонській війні. У літописі 785 року записано, що король франків «підкорив усю Саксонію». Після цього опір переможених став поступово слабшати.

## Підкорення Баварії
Розв'язавши собі руки в Саксонії та Італії, Карл повернув проти Баварського герцога Тассілона, давнього союзника лангобардів. Насправді жодної баварської війни не було. Карл, оскільки йому було відомо від папи про змову Тассілона, підпорядкував Баварію за допомогою дипломатичних переговорів (підкріплених деякими військовими діями), в ході яких для Тассілона склалась безвихідна ситуація, яка змусила його підкоритись. 787 року Карл оточив Баварію з трьох сторін військами і зажадав від Тассілона відновити васальні зобов'язання, надані ним колись Піпіну. Тассілон змушений був з'явитись до франкського короля і дати йому повторну присягу вірності. Герцогство урочисто передали Карлу, який поступився ним як бенефіцією Тассілону, а вся Баварська аристократія дала присягу вірності королю Альо Тассілону, якого дружина Луітберга і донька Дезідерія постійно підбивала до зради, вступивши у союз з аварами Паннонії, що загрожувало порушити рівновагу на заході.
Через рік, 788 року, на генеральному сеймі в Інгельгеймі, Тассілона змусили зізнатись у плетінні інтриг разом зі своєю дружиною й засудили до смертної кари, яку Карл замінив ув'язненням у монастирі в Жюмьєжі. Така ж доля спіткала його дружину і дітей. Герцогство Карл включив до свого королівства, розділив на кілька графств, підпорядкувавши їх владі єдиного префекта, призначивши на цю посаду свого двоюрідного брата Герольда. При цьому Карл приєднав до своєї території південно-слов'янські області Карантанію (хорутани) і Крайну. Альо відіслав франкському королю багатьох представників баварської шляхти. Через шість років (у червні 794-го), під час генерального сейму у Франкфурті, Тассілон був ненадовго визволений з монастиря і доставлений у місто для повторної відмови від домагань на владу.

## Внутрішня політика

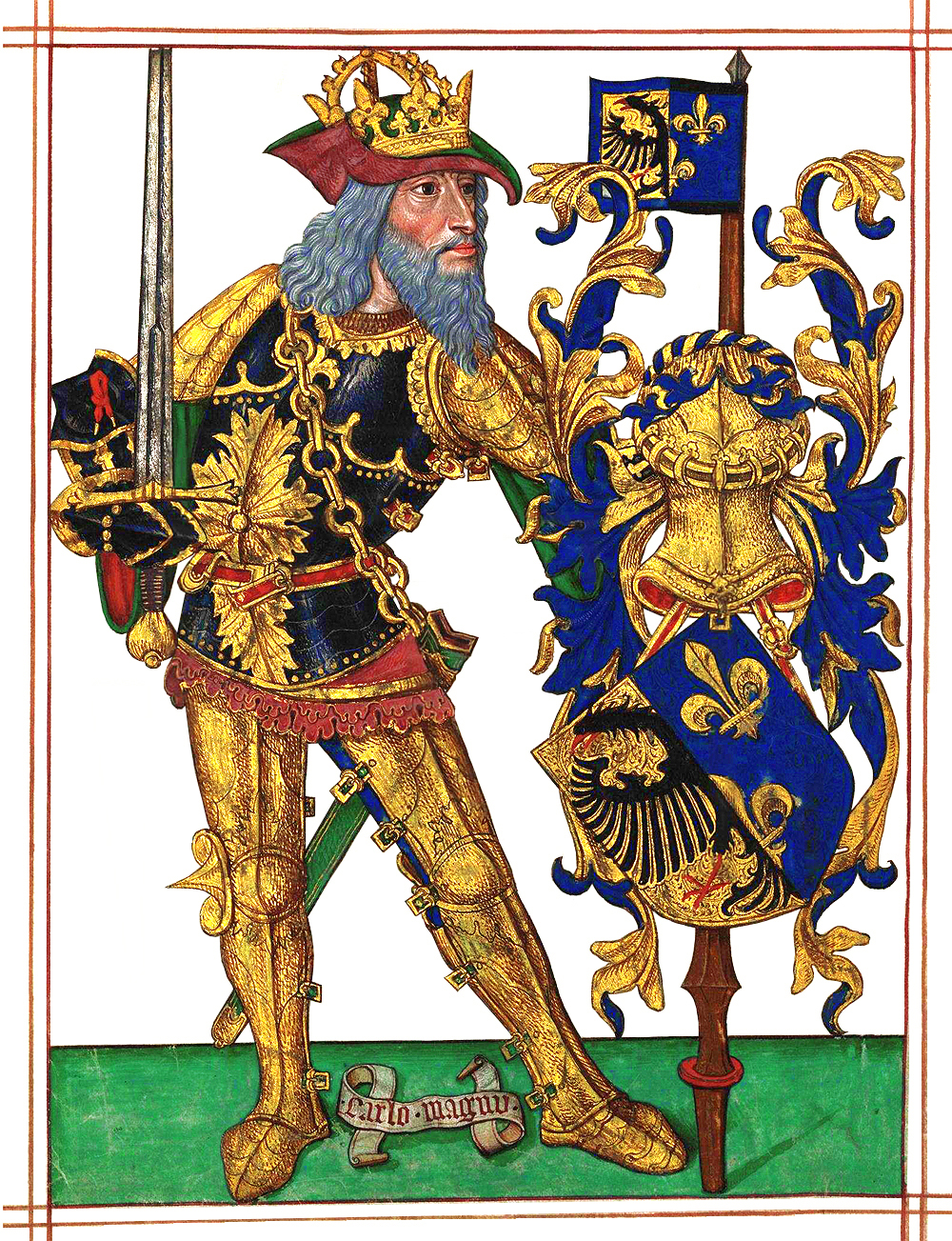
Карл Великий як один з дев'яти достойників («Livro do Armeiro-Mor», 1509)

Своїми успішними війнами Карл значно розсунув кордони Франкської держави. Настільки ж невтомно, входячи в усі дрібниці, дбав він про поліпшення державного устрою, про матеріальний та духовний розвиток своєї держави. Військову могутність він значно підвищив за допомогою упорядкування збору ополчення, а кордони зміцнив військовою організацією марок, керованих маркграфами. Він знищив на його думку небезпечну для короля владу народних герцогів. Окремими округами управляли графи, які зосередили в своїх руках адміністративні, фінансові, військові й почасти судові функції. Двічі на рік — наприкінці весни або на початку літа та восени — навколо самого імператора збиралися державні сейми; на весняний могли приходити всі вільні люди, на осінній запрошувалися лише найважливіші «радники» монарха, тобто люди з придворного кола, вищої адміністрації і вищого духовенства. На осінніх зборах обговорювалися різні питання державного життя і ухвалювалися щодо них рішення, які отримали форму так званих капітуляріїв. На весняних зборах капітулярії представлялися на схвалення присутніх; тут же монарх отримував від зібрання відомості про управління, стан справ і потреби у тій чи іншій місцевості.

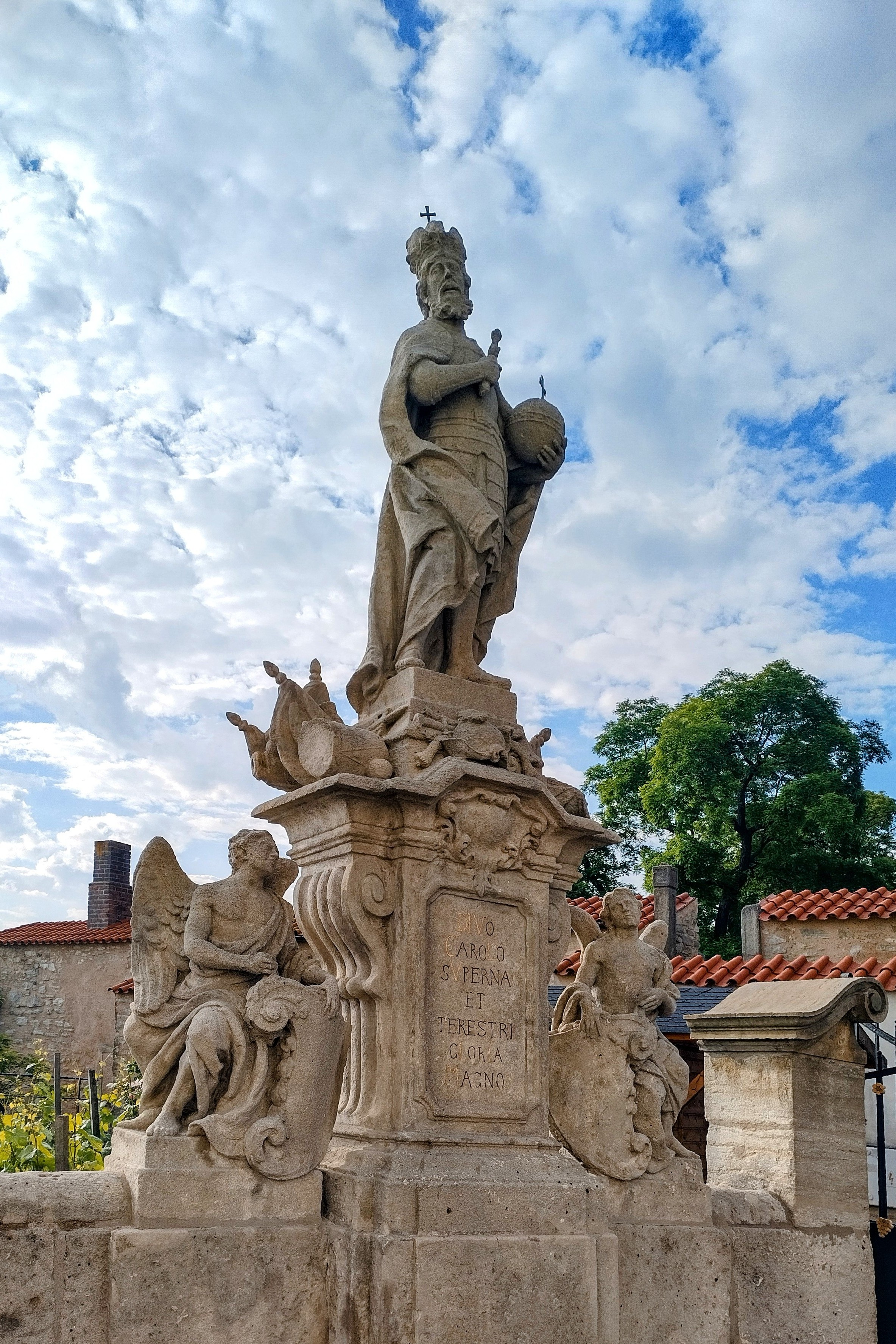
Статуя Карла Великого біля Єзуїтського колегіуму, Кутна Гора

Карл дбав про сільське господарство і про управління палацовими маєтками; від нього залишилися докладні і ґрунтовні постанови, які стосуються цього управління (лат. Capitulare de villis). За наказом Карла осушувались болота, вирубувались ліси, будувались монастирі та міста, а також чудові палаци і церкви (наприклад, в Аахені, Інгельгеймі). Розпочате 793 року будівництво каналу між Редніцем і Альтмюлем, яким з'єдналися б Рейн і Дунай, Північне і Чорне моря, залишилось незавершеним.
Надаючи енергійне сприяння поширенню християнства, підтримуючи духовенство і встановлюючи для нього десятину, будучи в найкращих стосунках з папою, Карл зберігав за собою, однак, повну владу в церковному управлінні: він призначав єпископів і абатів, скликав духовні собори, ухвалював на сеймах рішення, які стосувалися церковних справ. При ньому ж було змінено трактування Символу віри, що за два з половиною століття по тому стало причиною розколу християнської церкви на католицьку і православну.
Карл сам ретельно займався науками; наказав скласти граматику народної мови, в якій встановив франкські назви місяців і вітрів; велів збирати народні пісні. Він оточував себе науковцями (Алкуїн, Павло Диякон, Ейнгард, Рабан Мавр, Теодульф) і, користуючись їхніми порадами та сприянням, прагнув дати освіту духовенству і народу. Особливо він піклувався про розбудову шкіл при церквах і монастирях; при своєму дворі він влаштував свого роду академію для освіти своїх дітей, а також придворних та їхніх синів.
794 року на місці термального курорту кельтів і римлян в Аахені Карл почав будівництво величезного палацового комплексу, закінченого 798 року. Протягом 790—802 років здійснено спроби встановлення законів для кожного підвладного племені, яке відбулося у створення збірок звичаєвого права, зокрема Фризької, Тюринзької, Саксонської правд.
Перетворившись спочатку в зимову резиденцію Карла, Аахен поступово став постійною резиденцією, а з 807 року — постійною столицею імперії. Карл зміцнив деньє, яке стало важити 1,7 грама. Слава Карла поширилася далеко за межами його володінь; посольства з чужих земель часто з'являлися при його дворі, як, наприклад, посольство Гарун ар-Рашида 798 року. 804 року відбувається перша військова сутичка з данами на чолі із Годфредом
У лютому 806 року Карл заповів розділити імперію між своїми трьома синами. Людовіку повинні були відійти Аквітанія і Бургундія, Піпіну — Італія і Німеччина на південь від Дунаю, а Карлу Молодому — Нейстрія, Австразія і Німеччина на північ від Дунаю. Однак 810 року помер Піпін, а 811 — Карл Молодий. Незадовго до смерті, 813 року Карл закликав до себе Людовіка, короля Аквітанії, єдиного ще живого сина від Гільдегарди, і, скликавши урочисті збори знатних франків усього королівства, 11 вересня призначив його, за загальною згодою, своїм співправителем і спадкоємцем, а потім поклав йому на голову корону і наказав надалі іменувати його імператором і августом. Незабаром після цього в нього розвинулась висока гарячка, він зліг у ліжко. На початку січня до гарячки приєднався плеврит, і 28 січня 814 року імператор помер. Його поховали у збудованій ним же палацовій церкві Аахена. За наполяганням Фрідріха I Барбаросси поставлений ним антипапа Пасхалій III канонізував Карла Великого.

## Цікаві факти
Стародавню монету, яку на початку 2023 року придбав Центр Карла Великого в Аахені (Німеччина), носить ім'я королеви Фастради, дружини Карла I Великого. Як зазначається, монета являє собою перший відомий приклад королеви, жінки (окрім Діви Марії), зазначеної на монеті Каролінгів. Показово, що монета відображає як прихильність Карла Великого до Фастради, так і владу, якою він був готовий поділитися з нею.

## Вшанування пам'яті

### Беатифікація
Беатифікований Папою Римським Бенедиктом XIV. [Архівовано 27 липня 2021 у Wayback Machine.]